# 480 kilomètres de Spa 1990
Navigation
Édition précédente Édition suivante
Les 480 kilomètres de Spa 1990, disputées le 3 juin 1990 sur le Circuit de Spa-Francorchamps, sont la vingt-deuxième édition de cette épreuve, la deuxième sur un format de 480 kilomètres et la quatrième manche du Championnat du monde des voitures de sport 1990.

## La course

### Classement de la course
Voici le classement officiel au terme de la course,.
- Les premiers de chaque catégorie du championnat du monde sont signalés par un fond jaune.
- Pour la colonne Pneus, il faut passer le curseur au-dessus du modèle pour connaître le manufacturier de pneumatiques.
- Les voitures ne réussissant pas à parcourir 75 % de la distance du gagnant sont non classées (NC).

| Pos  | Classe | no | Écurie                           | Pilotes                              | Châssis                                   | Pneus | Tours | Temps               |
| Pos  | Classe | no | Écurie                           | Pilotes                              | Moteur                                    | Pneus | Tours | Temps               |
| ---- | ------ | -- | -------------------------------- | ------------------------------------ | ----------------------------------------- | ----- | ----- | ------------------- |
| 1    | C      | 2  | Team Sauber Mercedes             | Jochen Mass Karl Wendlinger          | Mercedes-Benz C11                         | G     | 70    | 2 h 42 min 54 s 880 |
| 1    | C      | 2  | Team Sauber Mercedes             | Jochen Mass Karl Wendlinger          | Mercedes-Benz M119 5.0L V8 Turbo          | G     | 70    | 2 h 42 min 54 s 880 |
| 2    | C      | 4  | Silk Cut Jaguar                  | Andy Wallace Jan Lammers             | Jaguar XJR-11                             | G     | 70    | + 1 min 30 s 776    |
| 2    | C      | 4  | Silk Cut Jaguar                  | Andy Wallace Jan Lammers             | Jaguar JV6 3.5L V6 Turbo                  | G     | 70    | + 1 min 30 s 776    |
| 3    | C      | 23 | Nissan Motorsports International | Kenny Acheson Julian Bailey          | Nissan R90CK                              | D     | 70    | + 1 min 56 s 284    |
| 3    | C      | 23 | Nissan Motorsports International | Kenny Acheson Julian Bailey          | Nissan VHR35Z 3.5L V8 Turbo               | D     | 70    | + 1 min 56 s 284    |
| 4    | C      | 22 | Spice Engineering                | Fermín Vélez                         | Spice SE90C                               | G     | 69    | + 1 tour            |
| 4    | C      | 22 | Spice Engineering                | Fermín Vélez                         | Ford Cosworth DFR 3.5L V8 Atmo            | G     | 69    | + 1 tour            |
| 5    | C      | 15 | Brun Motorsport                  | Harald Huysman Oscar Larrauri        | Porsche 962C                              | Y     | 69    | + 1 tour            |
| 5    | C      | 15 | Brun Motorsport                  | Harald Huysman Oscar Larrauri        | Porsche Type-935 3.0L Flat-6 Turbo        | Y     | 69    | + 1 tour            |
| 6    | C      | 14 | Richard Lloyd Racing             | Manuel Reuter Steven Andskär         | Porsche 962C GTi                          | G     | 69    | + 1 tour            |
| 6    | C      | 14 | Richard Lloyd Racing             | Manuel Reuter Steven Andskär         | Porsche Type-935 3.0L Flat-6 Turbo        | G     | 69    | + 1 tour            |
| 7    | C      | 7  | Joest Porsche Racing             | Bob Wollek Frank Jelinski            | Porsche 962C                              | M     | 69    | + 1 tour            |
| 7    | C      | 7  | Joest Porsche Racing             | Bob Wollek Frank Jelinski            | Porsche Type-935 3.2L Flat-6 Turbo        | M     | 69    | + 1 tour            |
| 8    | C      | 1  | Team Sauber Mercedes             | Mauro Baldi Jean-Louis Schlesser     | Mercedes-Benz C11                         | G     | 68    | + 2 tours           |
| 8    | C      | 1  | Team Sauber Mercedes             | Mauro Baldi Jean-Louis Schlesser     | Mercedes-Benz M119 5.0L V8 Turbo          | G     | 68    | + 2 tours           |
| 9    | C      | 10 | Porsche Kremer Racing            | Bernd Schneider Sarel van der Merwe  | Porsche 962CK6                            | Y     | 68    | + 2 tours           |
| 9    | C      | 10 | Porsche Kremer Racing            | Bernd Schneider Sarel van der Merwe  | Porsche Type-935 3.0L Flat-6 Turbo        | Y     | 68    | + 2 tours           |
| 10   | C      | 24 | Nissan Motorsports International | Mark Blundell Gianfranco Brancatelli | Nissan R90CK                              | D     | 67    | + 3 tours           |
| 10   | C      | 24 | Nissan Motorsports International | Mark Blundell Gianfranco Brancatelli | Nissan VHR35Z 3.5L V8 Turbo               | D     | 67    | + 3 tours           |
| 11   | C      | 27 | Obermaier Primagaz               | Jürgen Lässig Otto Altenbach         | Porsche 962C                              | G     | 67    | + 3 tours           |
| 11   | C      | 27 | Obermaier Primagaz               | Jürgen Lässig Otto Altenbach         | Porsche Type-935 3.0L Flat-6 Turbo        | G     | 67    | + 3 tours           |
| 12   | C      | 11 | Porsche Kremer Racing Convector  | Anthony Reid Anders Olofsson         | Porsche 962CK6                            | D     | 66    | + 4 tours           |
| 12   | C      | 11 | Porsche Kremer Racing Convector  | Anthony Reid Anders Olofsson         | Porsche Type-935 3.0L Flat-6 Turbo        | D     | 66    | + 4 tours           |
| 13   | C      | 32 | Konrad Motorsport                | Franz Konrad Harri Toivonen          | Porsche 962CK6                            | G     | 65    | + 5 tours           |
| 13   | C      | 32 | Konrad Motorsport                | Franz Konrad Harri Toivonen          | Porsche Type-935 3.0L Flat-6 Turbo        | G     | 65    | + 5 tours           |
| 14   | C      | 17 | Brun Motorsport                  | Massimo Sigala Bernard Santal        | Porsche 962C                              | Y     | 65    | + 5 tours           |
| 14   | C      | 17 | Brun Motorsport                  | Massimo Sigala Bernard Santal        | Porsche Type-935 3.0L Flat-6 Turbo        | Y     | 65    | + 5 tours           |
| 15   | C      | 6  | Joest Porsche Racing             | Henri Pescarolo Jean-Louis Ricci     | Porsche 962C                              | G     | 65    | + 5 tours           |
| 15   | C      | 6  | Joest Porsche Racing             | Henri Pescarolo Jean-Louis Ricci     | Porsche Type-935 3.0L Flat-6 Turbo        | G     | 65    | + 5 tours           |
| 16   | C      | 9  | Joest Porsche Racing             | Stanley Dickens « John Winter »      | Porsche 962C                              | M     | 65    | + 5 tours           |
| 16   | C      | 9  | Joest Porsche Racing             | Stanley Dickens « John Winter »      | Porsche Type-935 3.2L Flat-6 Turbo        | M     | 65    | + 5 tours           |
| 17   | C      | 19 | Team Davey                       | Tim Lee-Davey Giovanni Lavaggi       | Porsche 962C                              | D     | 65    | + 5 tours           |
| 17   | C      | 19 | Team Davey                       | Tim Lee-Davey Giovanni Lavaggi       | Porsche Type-935 3.0L Flat-6 Turbo        | D     | 65    | + 5 tours           |
| 18   | C      | 36 | Toyota Team Tom's                | Johnny Dumfries John Watson          | Toyota 89C-V                              | B     | 63    | + 7 tours           |
| 18   | C      | 36 | Toyota Team Tom's                | Johnny Dumfries John Watson          | Toyota R36V 3.6L V8 Turbo                 | B     | 63    | + 7 tours           |
| 19   | C      | 28 | Chamberlain Engineering          | Cor Euser Mario Hytten (en)          | Spice SE89C                               | G     | 63    | + 7 tours           |
| 19   | C      | 28 | Chamberlain Engineering          | Cor Euser Mario Hytten (en)          | Ford Cosworth DFZ 3.5L V8 Atmo            | G     | 63    | + 7 tours           |
| 20   | C      | 12 | Courage Compétition              | Costas Los Bernard Thuner            | Cougar C24S                               | G     | 62    | + 8 tours           |
| 20   | C      | 12 | Courage Compétition              | Costas Los Bernard Thuner            | Porsche Type-935 3.0L Flat-6 Turbo        | G     | 62    | + 8 tours           |
| 21   | C      | 39 | Swiss Team Salamin               | Antoine Salamin Luigi Taverna        | Porsche 962C                              | G     | 60    | + 10 tours          |
| 21   | C      | 39 | Swiss Team Salamin               | Antoine Salamin Luigi Taverna        | Porsche Type-935 3.0L Flat-6 Turbo        | G     | 60    | + 10 tours          |
| 22   | C      | 34 | Équipe Alméras Fréres            | Jacques Alméras Jean-Marie Alméras   | Porsche 962C                              | G     | 58    | + 12 tours          |
| 22   | C      | 34 | Équipe Alméras Fréres            | Jacques Alméras Jean-Marie Alméras   | Porsche Type-935 2.8L Flat-6 Turbo        | G     | 58    | + 12 tours          |
| 23   | C      | 40 | The Berkeley Team London         | Ranieri Randaccio « Stingbrace »     | Spice SE89C                               | G     | 58    | + 12 tours          |
| 23   | C      | 40 | The Berkeley Team London         | Ranieri Randaccio « Stingbrace »     | Ford Cosworth DFZ 3.5L V8 Atmo            | G     | 58    | + 12 tours          |
| 24   | C      | 30 | GP Motorsport                    | Jari Nurminen (en) Quirin Bovy       | Spice SE89C                               | D     | 56    | + 14 tours          |
| 24   | C      | 30 | GP Motorsport                    | Jari Nurminen (en) Quirin Bovy       | Ford Cosworth DFR 3.5L V8 Atmo            | D     | 56    | + 14 tours          |
| 25   | C      | 35 | Louis Descartes                  | François Migault Denis Morin         | ALD C289                                  | D     | 56    | + 14 tours          |
| 25   | C      | 35 | Louis Descartes                  | François Migault Denis Morin         | Ford Cosworth DFZ 3.5L V8 Atmo            | D     | 56    | + 14 tours          |
| Abd. | C      | 16 | Brun Motorsport                  | Jesús Pareja Walter Brun             | Porsche 962C                              | Y     | 62    | Moteur              |
| Abd. | C      | 16 | Brun Motorsport                  | Jesús Pareja Walter Brun             | Porsche Type-935 3.0L Flat-6 Turbo        | Y     | 62    | Moteur              |
| Abd. | C      | 3  | Silk Cut Jaguar                  | Martin Brundle                       | Jaguar XJR-11                             | G     | 46    | Problème électrique |
| Abd. | C      | 3  | Silk Cut Jaguar                  | Martin Brundle                       | Jaguar JV6 3.5L V6 Turbo                  | G     | 46    | Problème électrique |
| Abd. | C      | 8  | Joest Porsche Racing             | Jonathan Palmer Derek Bell           | Porsche 962C                              | M     | 43    | Accident            |
| Abd. | C      | 8  | Joest Porsche Racing             | Jonathan Palmer Derek Bell           | Porsche Type-935 3.2L Flat-6 Turbo        | M     | 43    | Accident            |
| Abd. | C      | 29 | Chamberlain Engineering          | Nick Adams Charles Zwolsman Sr.      | Spice SE89C                               | G     | 40    | Boîte de vitesses   |
| Abd. | C      | 29 | Chamberlain Engineering          | Nick Adams Charles Zwolsman Sr.      | Ford Cosworth DFZ 3.5L V8 Atmo            | G     | 40    | Boîte de vitesses   |
| Abd. | C      | 13 | Courage Compétition              | Pascal Fabre Michel Trollé           | Cougar C24S                               | G     | 28    | Moteur              |
| Abd. | C      | 13 | Courage Compétition              | Pascal Fabre Michel Trollé           | Porsche Type-935 3.0L Flat-6 Turbo        | G     | 28    | Moteur              |
| Abd. | C      | 26 | Obermaier Primagaz               | Harald Grohs Jürgen Oppermann (de)   | Porsche 962C                              | G     | 17    | Accident            |
| Abd. | C      | 26 | Obermaier Primagaz               | Harald Grohs Jürgen Oppermann (de)   | Porsche Type-935 3.0L Flat-6 Turbo        | G     | 17    | Accident            |
| Np.  | C      | 21 | Spice Engineering                | Fermín Vélez Tim Harvey (en)         | Spice SE90C                               | G     | -     | Retrait             |
| Np.  | C      | 21 | Spice Engineering                | Fermín Vélez Tim Harvey (en)         | Ford Cosworth DFR 3.5L V8 Atmo            | G     | -     | Retrait             |
| Np.  | C      | 37 | Toyota Team Tom's                | Geoff Lees Aguri Suzuki              | Toyota 90C-V                              | B     | -     | Accident            |
| Np.  | C      | 37 | Toyota Team Tom's                | Geoff Lees Aguri Suzuki              | Toyota R36V 3.6L V8 Turbo                 | B     | -     | Accident            |
| Np.  | C      | 41 | Alba Formula Team                | Marco Brand (en) Fabio Mancini       | Alba AR20                                 | G     | -     | Moteur              |
| Np.  | C      | 41 | Alba Formula Team                | Marco Brand (en) Fabio Mancini       | Subaru (Motori Moderni) 1235 3.5L Flat-12 | G     | -     | Moteur              |

## Pole position et record du tour
- Pole position :  Mauro Baldi (#1 Team Sauber Mercedes) en 1 min 59 s 350
- Meilleur tour en course :  Mauro Baldi (#1 Team Sauber Mercedes) en 2 min 06 s 211

## À noter
- Longueur du circuit : 6,940 km
- Distance parcourue par les vainqueurs : 485,800 km